# Catherine Repond
Catherine Repond, född 18 augusti 1663 i Villarvolard, död 15 september 1731 i Fribourg, var en schweizisk tiggare.
Repond avrättades för häxeri och  var bland de sista personer som avrättades för trolldom i Schweiz.
År 1730 skadesköt fogden Montenach en räv. Räven lyckades fly, men ropade enligt Montenach åt honom med mänsklig röst att han skadat den innan den försvann. Vid samma tidpunkt som räven försvann sökte Catherine Repond skydd på en bondgård nära Villargiroud undan det dåliga vädret. Hon var en tiggerska som var välkänd i trakten, där hon ofta hjälpte till med arbeten vid bondgårdarna och hade rykte om sig att kunna trolla. Enligt Montenach uppvisade hon samma skador som den räv han skadeskjutit och han anklagade henne därför för att ha varit räven. I april 1731 arresterade Montenach Repond och förde henne till sitt slott, där hon under tortyr tvingades erkänna att hon brukade flyga på en kvast till Satan. Hon fördes då till Fribourg, där hon dömdes till döden för trolldom. Hon avrättades genom strypning följt av bränning.